# 1987년 롯데 자이언츠 시즌
1987년 롯데 자이언츠 시즌은 롯데 자이언츠가 KBO 리그에 참가한 6번째 시즌이다. 성기영 감독이 1987년 1월 13일부터 2년 계약으로 부임했으나 김용희 한문연 박영태 등 주축선수들이 줄줄이 부상으로 쓰러져  팀은 7팀 중 전기리그에서 공동3위를 기록했고, 후기리그에서는 2위 해태 타이거즈에 1경기 차로 밀린 3위를 기록하였으며  이로 인해 한 번도 2위 이내에 들지 못하게 되어 포스트시즌 진출에 실패했고 급기야 후기리그 때 갑작스럽게 터진 선수기용에 따른 금품수수설의 여파 탓인지  성기영 감독은 1년 만에 물러났으며 허구연 코치가 성기영 감독 후임 물망에 올랐지만 고사했다. 통합 승률은 3위로, 포스트시즌에 진출한 OB 베어스보다도 높았다. 성적은 통합 4위가 되었는데 외화 절약 위해 "국내에서 훈련하라"는 체육부의 방침 아래 전년도(구덕 사직)에 이어 2년 연속 국내(마산)에서 훈련했다.

## 타이틀
- 올스타 선발: 최동원 (투수), 김용철 (3루수), 홍문종 (외야수)
- 올스타전 추천선수: 윤학길, 김용운
- 컴투스프로야구 80년대 롯데 자이언츠 라인업: 김용운 (포수), 김용철 (2루수), 한영준 (3루수), 홍문종 (우익수)
- 컴투스프로야구 선정 말이 필요없는 라이벌: 최동원
- 출장(타자): 홍문종 (108)
- 타석: 홍문종 (466)
- 실질타석: 홍문종 (460)
- 타수: 홍문종 (415)
- 2루타: 김용철 (32)
- 완봉: 최동원 (4)
- 탈삼진: 최동원 (163)
- 선발 GSC: 김정행 (8월 9일 해태전, 108)

## 선수단
- 선발투수 : 윤학길, 최동원, 오명록, 김정행, 노상수, 김종석, 정성만
- 구원투수 : 박동수, 이문한
- 마무리투수 : 안창완, 이충우
- 포수 : 김용운, 한문연, 정인교, 박희찬, 전종화
- 1루수 : 김민호, 박태호, 정학수, 우경하
- 2루수 : 정영기, 박영태
- 유격수 : 정구선
- 3루수 : 한영준, 김용희
- 좌익수 : 최계영, 조성옥
- 중견수 : 홍문종
- 우익수 : 유두열, 임경택, 김재상
- 지명타자 : 김용철, 김석일, 이재성, 이창원, 정국헌, 박용성

## 특이 사항
- 김헌수는 현재까지 확인되는 구단 사상 첫 신고선수다.
- 최동원은 5월 16일 해태 타이거즈 전에서 15이닝 2실점을 기록해, 역대 단일 경기 최다 이닝 투구 타이 기록을 세웠다.
- 최동원은 이 시즌에 구단 사상 최초로 롯데 자이언츠 소속으로 통산 1000이닝을 달성했으며, 통산 1000이닝 달성 투수 중 KBO 리그 사상 최초로 통산 구원등판 100회를 달성했다.
- 김용철은 이 시즌 KBO 리그 역대 단일 시즌 청보 핀토스 상대 최다 2루타(12) 기록을 세웠다.
- 박동수는 이 시즌 KBO 리그 역대 단일 시즌 청보 핀토스 상대 최다 피3루타(3) 기록을 세웠다.

## 같이 보기
- 1986년 롯데 자이언츠 시즌
- 1988년 롯데 자이언츠 시즌
- 퍼펙트 게임 (2011년 영화)
- 1987년 해태 타이거즈 시즌